# Anolis microlepis
Espèce
Synonymes
- Anolis limifrons microlepis Álvarez del Toro & Smith, 1956
- Norops microlepis (Álvarez del Toro & Smith, 1956)

Statut de conservation UICN

 DD  : Données insuffisantes
Anolis microlepis est une espèce de sauriens de la famille des Dactyloidae. 

## Répartition
Cette espèce est endémique du Chiapas au Mexique.

## Publication originale
- Álvarez del Toro & Smith, 1956 : Notulae herpetologicae Chiapasiae. I. Herpetologica, vol. 12, p. 3-17.